# Lucy Mulloy
Lucy Mulloy és una guionista i directora de cinema. Va ser nominada al Student Academy Award pel seu curtmetratge de NYU "This Morning". L'any 2010, Mulloy va rebre el premi al talent emergent en narrativa al Festival de Cinema de Tribeca i el 2012 va guanyar el premi al millor director novell al Festival de Cinema de Tribeca. El seu primer llargmetratge, "Una noche", també va guanyar la millor fotografia i millor actor. Va guanyar molts premis a nivell internacional i Mulloy va ser nominada a la millor primera pel·lícula als Spirit Awards 2014.

## Primers de la vida
Mulloy va estudiar política, filosofia i economia a la Universitat d'Oxford, St Hugh's College i Cinema a Tisch School of the Arts, Universitat de Nova York. És filla dels aclamats animadors Phil Mulloy i Vera Neubauer.

## Biografia
El seu curtmetratge de primer any, mentre estudiava a la Tisch, This Morning va rebre una nominació al Student Academy Award.
Mulloy va passar anys a l'Havana investigant per al seu primer llargmetratge Una noche.
Mentre es trobava a Cuba, la història de Mulloy es va desenvolupar mentre buscava joves talents sense formació per assumir els papers principals. L'abril de 2010, amb Una noche en producció, Mulloy va rebre el premi de Promesa Creativa en Narrativa Emergent al Festival de Cinema de Tribeca. Spike Lee es convertí en el seu mentor i el gener de 2010 va guanyar la beca de producció Spike Lee per Una noche.
Una noche es va estrenar al 62è Festival Internacional de Cinema de Berlín el 2012. Va aconseguir la majoria de premis a la seva estrena als Estats Units al Festival de Cinema de Tribeca, inclòs el de millor director, el millor actor i la millor fotografia.
La pel·lícula va rebre un gran reconeixement de la crítica:
| «           | "És segur dir que Lucy Mulloy va néixer per fer pel·lícules." | » |
| — IndieWire |                                                               |   |

## Premis

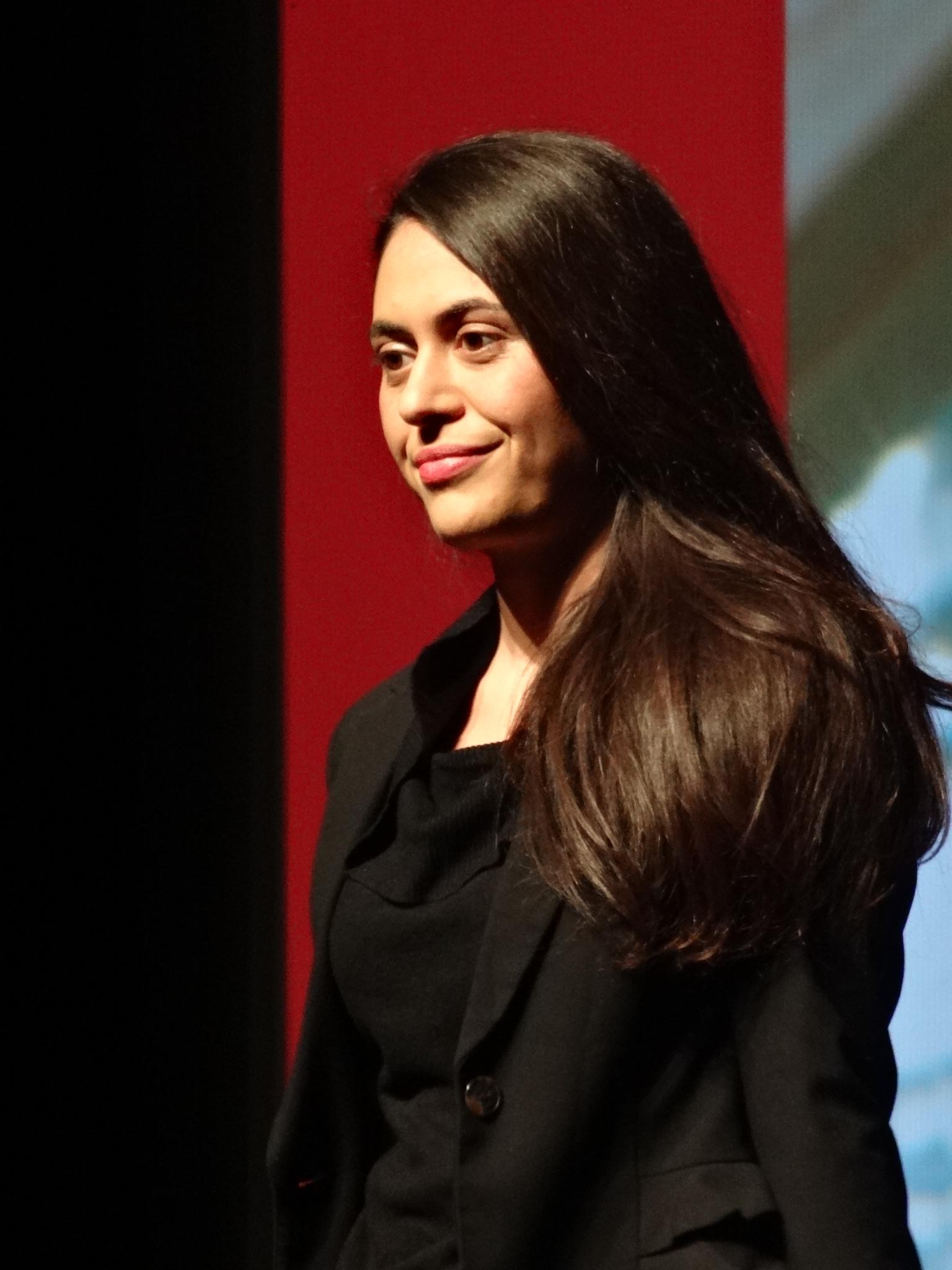
Lucy Mulloy in 2012.

2005 Nominació als Oscars estudiantils a la millor pel·lícula documental This Morning
2010 Festival de Cinema de Tribeca Premi de narrativa emergent Una noche
2011 Premi Gotham Premi Spotlight per a dones cineastes Una noche
2012 Festival de Cinema de Tribeca Millor director novell d'un llargmetratge Una noche
2012 Festival de Cinema de Tribeca Millor fotografia Una noche
2012 Festival de Cinema de Tribeca Millor actor Una noche
2012 62è Festival Internacional de Cinema de Berlín Nominada per Crystal Bear - Lucy Mulloy
2012 62è Festival Internacional de Cinema de Berlín Nominada al Premi Fairbindet de Cinema
2012 62è Festival Internacional de Cinema de Berlín Finalista del Teddy Award
2012 Festival Internacional de Cinema de Brasil Premi al millor guió d'un llargmetratge Una noche
2012 Deauville American Film Festival Gran Premi del Jurat Una noche
2012 Festival Internacional de Cinema d'Atenes Millor guió Una noche
2012 Festival Internacional de Cinema de Fort Lauderdale Millor pel·lícula estrangera Una noche
2012 Festival Internacional de Cinema de Fort Lauderdale Millor director Una noche
2012 Festival Internacional de Cinema d'Estocolm Premi Telia Una noche
2012 Festival Internacional de Cinema de l'Índia Premi Especial del Jurat Una noche
2012 Festival de Cinema d'Oaxaca Millor actor, Javier Nunez Florian Una noche
2014 Premis Independent Spirit Nominació a la millor primera pel·lícula, Lucy Mulloy Una noche
2014 Premis Independent Spirit Nominació a millor editor, Cindy Lee Una noche

## Filmografia
| Any  | Títol        | Gènere  | Companyia       | Notes                 |
| ---- | ------------ | ------- | --------------- | --------------------- |
| 2007 | This Morning | Short   | NYU             | Student Academy Award |
| 2012 | Una noche    | Feature | Una Noche Films | Tribeca Film Festival |